# Sidama

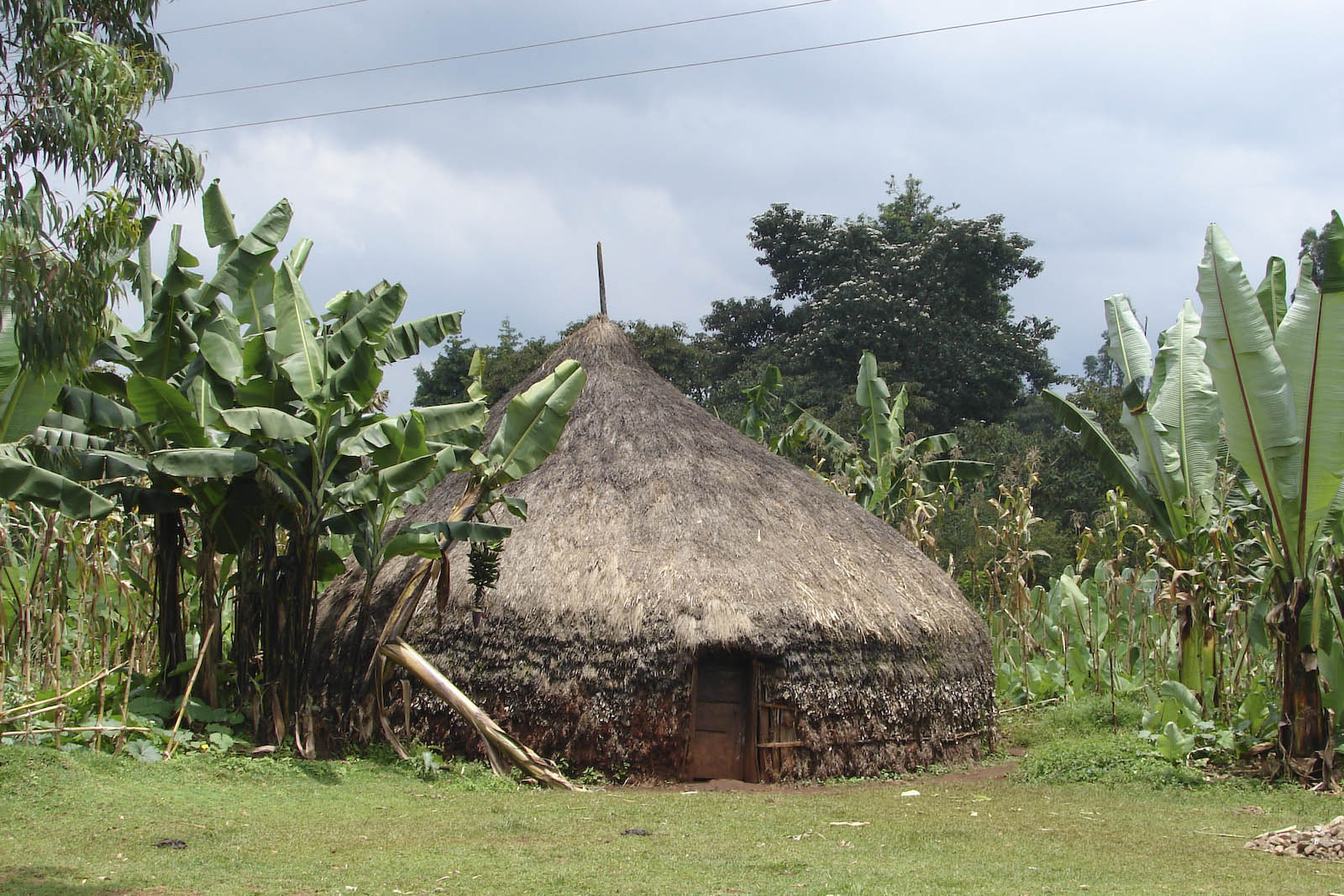
Tipica architettura dei Sidama

Sidama è la tribù più numerosa del Sud dell'Etiopia, cui corrisponde una divisione amministrativa nella Regione di Sidama.
La lingua parlata è il sidamigna.